# Erik Silvester
Erik Silvester echte naam Erik Herschmann (Břežánky, 24 september 1942 – Keulen, 23 november 2008), was een Duitse schlagerzanger, componist, tekstschrijver en producent.

## Carrière
Erik Silvester voltooide na zijn schooltijd een driejarige acteeropleiding en studeerde vervolgens harmonie- en compositieleer. Hij speelde gitaar, bas, piano, drums en saxofoon.
Zijn eerste single Karina-Lu verscheen in 1960. Enkele van zijn nummers had hij zelf gecomponeerd. In 1967 bereikte zijn single Dann fiel die Tür zu de Duitse hitlijsten. Zijn grootste successen behaalde hij met Ich seh’ die Mädchen gern vorübergeh'n (1969 – nr. 16), Zucker im kaffee (1969 – nr. 14) en Wenn die Trommel ruft (1976 – nr. 11). Zijn grootste succes in de hitparade was het door hem gecomponeerde trompetstuk Midnight Munich, dat in Australië op nummer 1 belandde.
In de jaren 1970 was hij ook te gast in diverse muziekprogramma's, zoals in de ZDF-Hitparade. Daarna was het wat rustiger rondom zijn persoon. In de jaren 1990 had hij nogmaals enkele nummers opgenomen, maar zijn oude niveau haalde hij niet meer.

## Privéleven en overlijden
Silvester was sinds 1985 gehuwd met de weduwe van autocoureur Rolf Stommelen. Hij overleed in november 2008 op 66-jarige leeftijd in Keulen-Rodenkirchen aan hartfalen.

## Hits in Duitsland
- 1967: Dann fiel die Tür zu
- 1968: Susanna
- 1968: Oh lala, sie hat rotes Haar
- 1969: Ich seh’ die Mädchen gern vorübergehn
- 1969: Zucker im Kaffee
- 1970: Bleib nicht einsam heut’ nacht
- 1971: Skandal um Rosi
- 1971: Dein Platz in meinem Herzen
- 1971: Ich kenn’ ein Girl am Zuckerhut
- 1972: Vergiß deine Sorgen
- 1972: Bingo bengo
- 1973: Ich hör’ überall Musik
- 1973: Venga toro
- 1973: Marie, heut’ feiern wie ein Freudenfest
- 1976: Wenn die Trommel ruft

- Gemeinsame Normdatei: 134522559
- International Standard Name Identifier: 0000 0000 5739 1090
- MusicBrainz: b8254b77-2f9e-47c2-8e25-5f19b4e3daa5
- Virtual International Authority File: 79657468
- WorldCat: E39PBJjMvDGfRHFXHKKvq74yVC